# Західний фронт (Громадянська війна в Росії)
За́хідний фронт (Громадянська війна в Росії) — оперативно-стратегічне об'єднання (фронт) Червоної армії на заході та північному заході Радянської Росії в ході Громадянської війни. Утворений 12 лютого 1919 року наказом РВСР замість розформованого Північного фронту. 8 квітня 1924 року директивою Головкому Управління фронту перетворений на Західний військовий округ, в підпорядкування якого передавалися всі війська фронту.

## Військові операції
- Травнева операція (1920)
- Липнева операція (1920)
- Рівненська операція (1920)
- Оборона Замостя

## Командувачі
- Д. М. Надьожний (19 лютого — 22 липня 1919),
- В. М. Гіттіс (22 липня 1919 — 29 квітня 1920),
- М. М. Тухачевський (29 квітня 1920 — 4 березня 1921, 24 січня 1922 — 26 березня 1924),
- І. М. Захаров (ТВО, 4 березня — 20 вересня 1921),
- О. І. Єгоров (20 вересня 1921 — 24 січня 1922),
- А. І. Корк (ТВО, 26 березня — 5 квітня 1924),
- О. І. Кук (ТВО, 5 — 8 квітня 1924).